# Glyphs
Ne doit pas être confondu avec Glyphe.
Glyphs, aussi appelé Glyphs.app, est un logiciel de création de caractères typographiques développé par Georg Seifert et fonctionnant sur OS X. Glyphs utilise les outils AFDKO pour générer les fonctionnalités OpenType. Une version simplifiée, appelée Glyphs Mini, est aussi disponible pour un coût moins élevé.